# Fantic Motor Strada
La Strada è una motocicletta stradale costruita dalla Fantic Motor dal 1982 al 1985.

## Storia
Presentata al Salone di Milano 1981, la Strada segnava l'ingresso della Casa di Barzago nel settore delle ottavo di litro stradali (escludendo il Chopper degli anni settanta).
Entrata in commercio nell'aprile 1982, la nuova Fantic 125 (sigla interna FM 400.03) era equipaggiata da un motore a due tempi derivato da quello dei modelli da Trial della Casa lombarda, con raffreddamento ad aria e cambio a 6 marce.
La moto era caratterizzata da una linea snella e sportiveggiante, grazie al cupolino e al motore verniciato in nero. La snellezza delle linee si ripercuoteva sulla sella (stretta, rigida e scomoda) e sui comandi a pedale (di ispirazione fuoristradista e scomodi da utilizzare). In compenso la moto si dimostrava stabile, maneggevole, potente (18.6 CV a 7750 giri/min), ben frenata e con un buon prezzo (2.072.070 L. nel 1982). Tra i punti deboli della moto, oltre alla scomodità, le finiture e la mancanza del miscelatore.
A quest'ultima mancanza fu posto rimedio nel 1983, con l'entrata in commercio della Strada Sport (sigla interna FM 400), che presentava inoltre il motore dotato di raffreddamento ad acqua. In quello stesso anno venne introdotta anche una versione con motore di 50 cm³ (sigla interna FM 240.01).
Il 1984 vide l'arrivo della Strada Mk II (sigla interna FM 400.A), identico al modello precedente tranne che per il puntale paramotore, assente sino ad allora. La carriera dello Strada terminò nel 1985, con l'entrata in commercio della nuova Fantic 125 HP1.